# A-10 Thunderbolt II

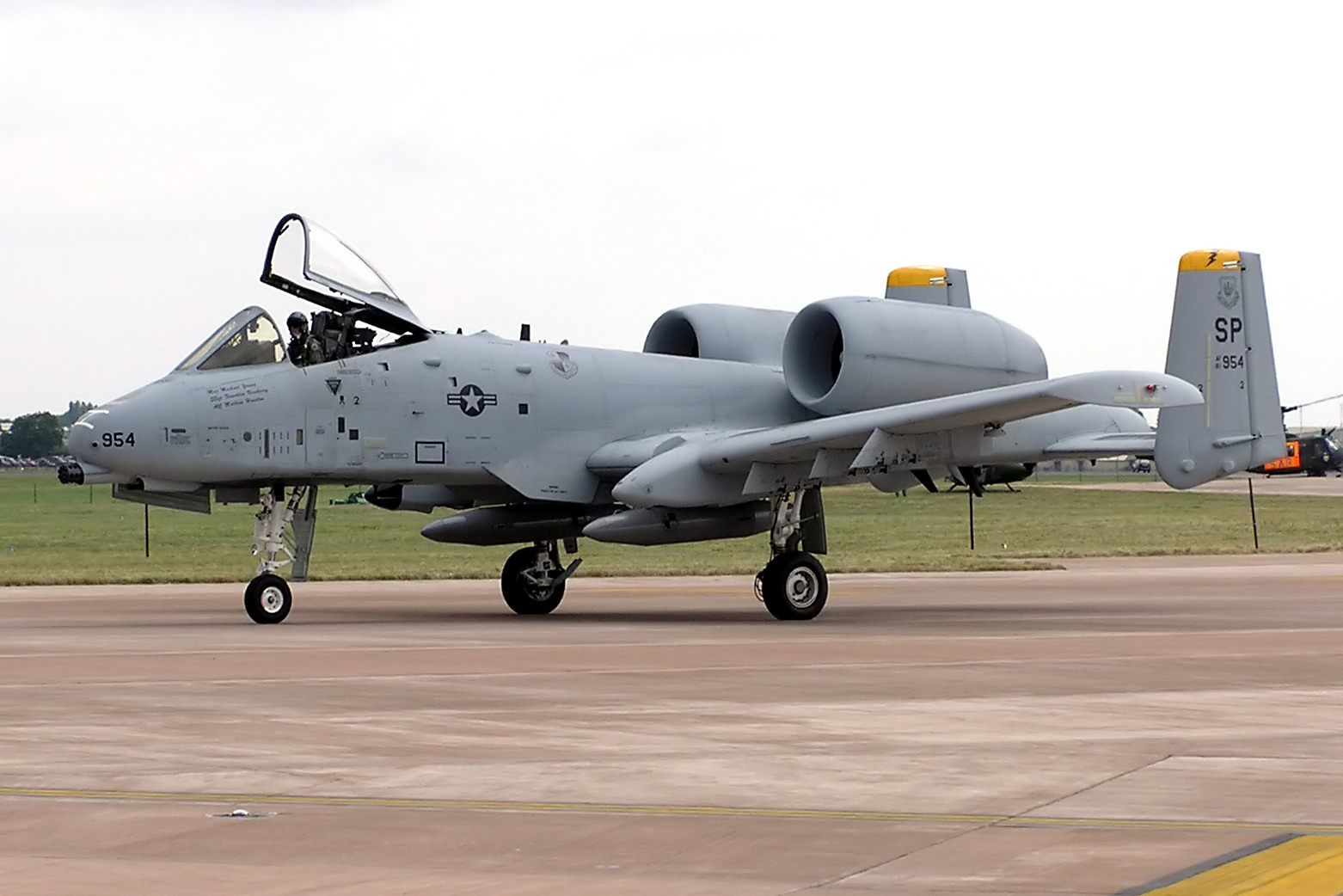
A-10 uit Spangdahlem

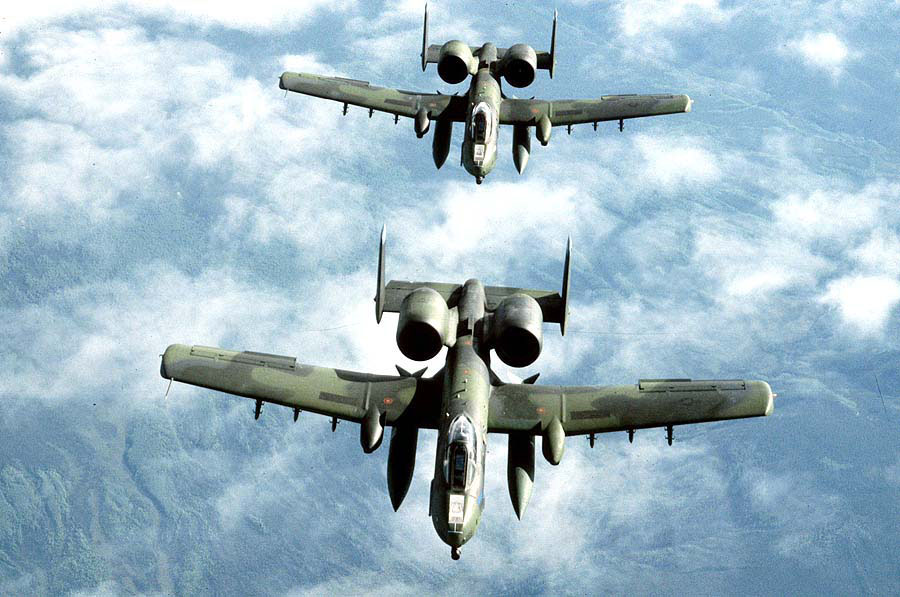
Line asternformatie

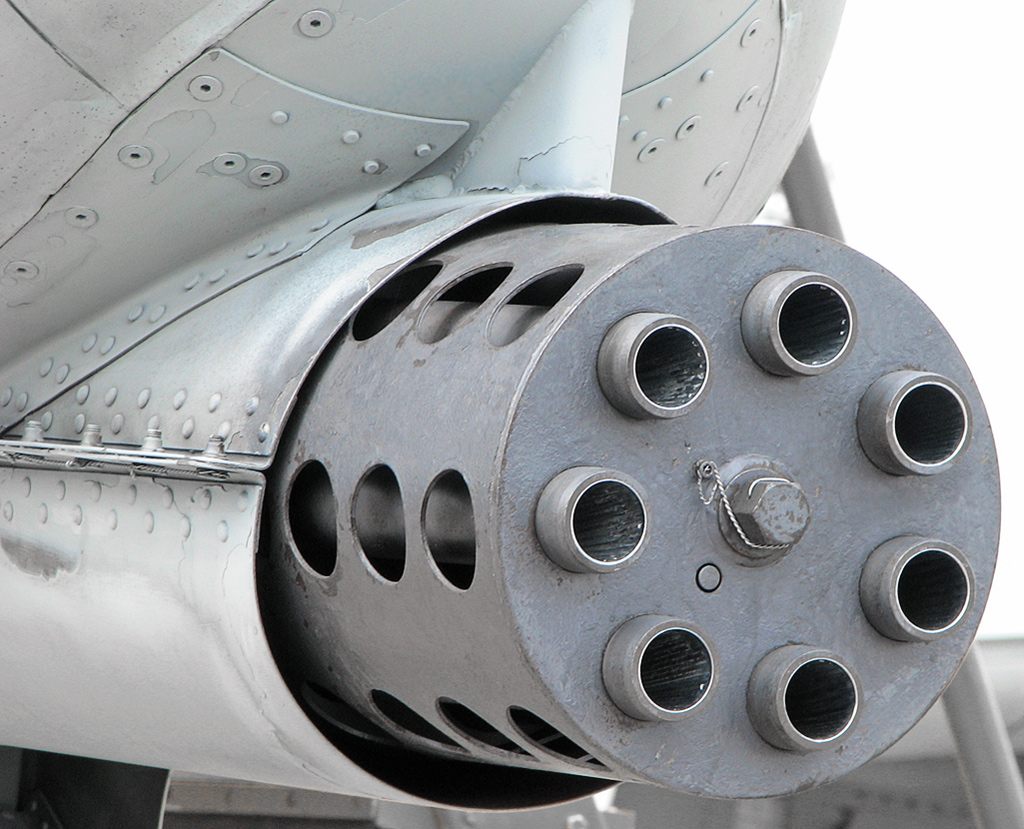
De hoofdbewapening vuurt 30mm-patronen af

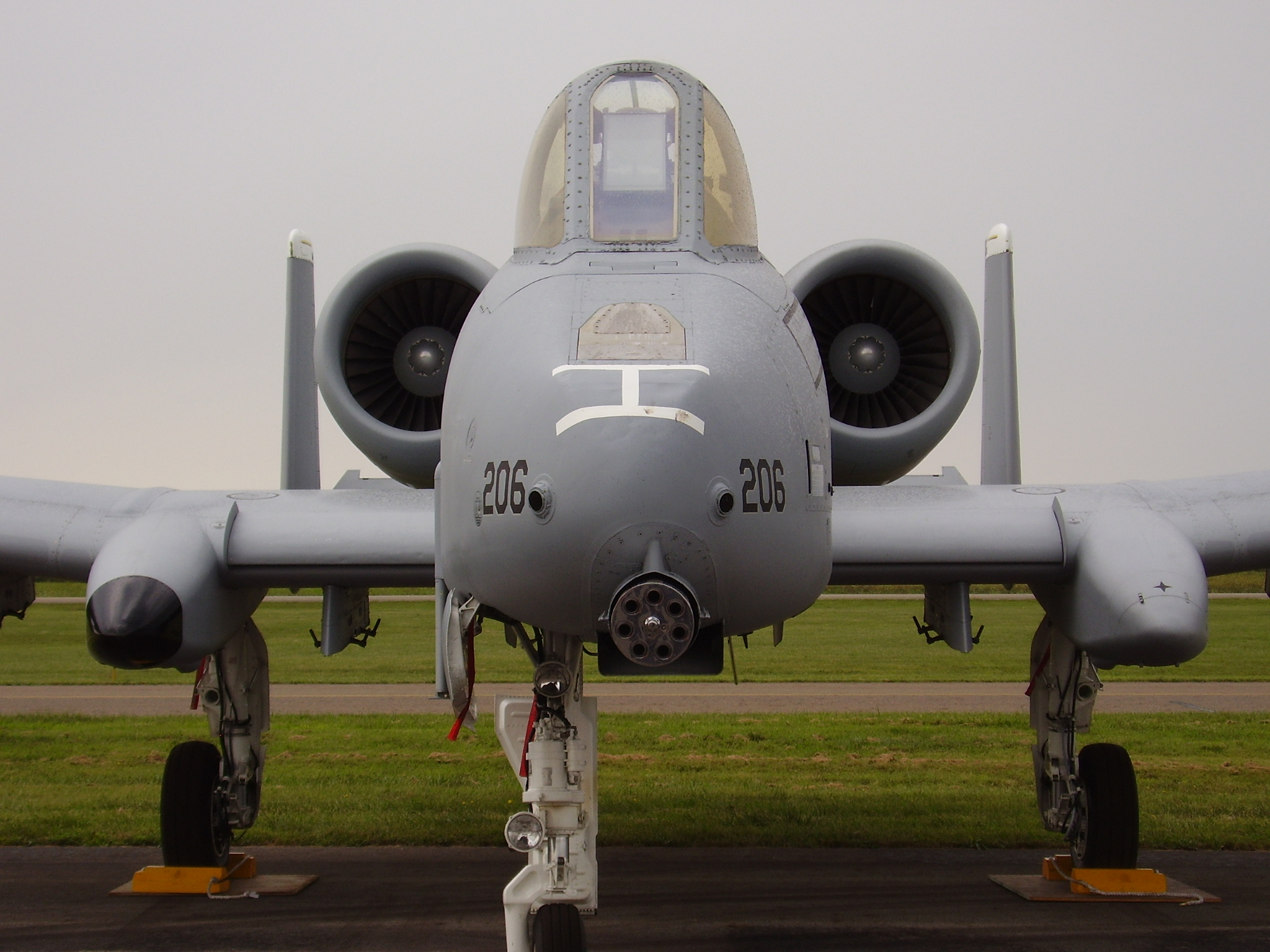
Vooraanzicht van de A-10 waarop de asymmetrisch geplaatste voorwielophanging te zien is, vanwege het kanon.

De Fairchild Republic A-10 Thunderbolt II is een gevechtsvliegtuig van Fairchild dat voornamelijk in gebruik is bij de United States Air Force (USAF). Het is het enige USAF-toestel dat primair werd ontwikkeld ten behoeve van het verlenen van luchtsteun op het slagveld (close air support). Het is speciaal uitgerust voor het vernietigen van pantservoertuigen en andere gronddoelen. Het toestel kan ook ingezet worden tegen wat verder van de eigen troepen verwijderde gronddoelen (air interdiction).

Een secundaire taak die het toestel kan vervullen is optreden als vliegende forward air controller; hierbij praat de piloot andere toestellen naar de aan te vallen doelen op de grond.
De officiële naam voor de A-10 is Thunderbolt II. Hij werd genoemd naar zijn voorganger uit de Tweede Wereldoorlog, de P-47 Thunderbolt. De Thunderbolt II kreeg al snel de bijnaam "Warthog" of wrattenzwijn. Dit vanwege het lelijke uiterlijk, de relatief lage snelheid en vlieghoogte, stugheid en de vele bewapening.
De productie stopte in 1984 nadat er totaal 715 toestellen waren gebouwd. In 2023 werd begonnen met het uitfaseren van de A-10 in vijf à zes jaar.

## Kenmerken
De A-10 is vanwege zijn lange rechte vleugels met omlaaggebogen vleugeltippen zeer goed handelbaar bij lage snelheden en op geringe hoogte. Hierdoor is bij start en landing slechts een korte baan nodig en kan het toestel opereren van tijdelijke vooruitgeschoven bases vlak bij het front.
Het toestel heeft de mogelijkheid om geruime tijd boven het slagveld rond te kruisen en kan onder een laaghangend wolkendek van 300 m opereren met een zicht dat slechter is dan 2500 m en met de zeer lage snelheid van 320 km/u.
De Thunderbolt II is zo stevig gemaakt dat hij wel "vliegende tank" wordt genoemd. Het casco is gemaakt in een honingraatstructuur die bestand is tegen treffers van pantserdoorborende en hoogexplosieve munitie tot 23 mm. Alle voor de vlucht noodzakelijke systemen zijn drievoudig uitgevoerd (een dubbel hydraulisch en een enkel mechanisch systeem). Hierdoor kan de vlieger zelfs zonder hydrauliek of met een half afgeschoten vleugel nog veilig landen. Het toestel heeft zelfdichtende brandstoftanks en is zo geconstrueerd dat het met één motor, één staart, één hoogteroer en een half afgescheurde vleugel nog bestuurbaar te vliegen is. Ook de plaatsing van de motoren is zodanig dat ze, recht van voren gezien, afgedekt worden door de vleugels wat de kans verkleint dat ze door vuur van de grond geraakt worden.
De cockpit en delen van het stuursysteem worden beschermd door een kuip van vierhonderd kilo titanium bepantsering die ettelijke 20mm-treffers kan doorstaan.
Hoewel de A-10 een aanzienlijke wapenlast mee kan voeren is zijn hoofdwapen het roterende zevenloops 30mm-GAU Avenger-kanon, waar het vliegtuig als het ware omheen gebouwd is. Om dit kanon goed te kunnen centreren werd het neuswiel zelfs uit het midden van de neus geplaatst.
De A-10 heeft al vele upgrades gehad. Het toestel werd uitgerust met traagheidsnavigatie, GPS, nachtzichtapparatuur en de Pave Penny laser-doelaanwijzer. Vanaf 2005 werden alle toestellen uitgerust met een andere vleugel, een eigen brandblussysteem, ECM-mogelijkheden en de mogelijkheid om ‘slimme’ bommen te kunnen vervoeren. Deze gemoderniseerde versie wordt A-10C genoemd. De eerste vlucht van de A-10C was op 28 januari 2005. Men verwacht hiermee de A-10 tot circa 2025 operationeel te houden waarna hij zal worden vervangen door de Lockheed Martin F-35.
In augustus 2019 maakte Boeing bekend nieuwe vleugels te gaan leveren voor de A-10.

## Geschiedenis
De A-10 werd ontwikkeld door de ervaringen die de USAF in de Vietnamoorlog had opgedaan. In dat conflict waren veel toestellen die luchtsteun verleenden ernstig beschadigd of neergeschoten door klein kaliber vuurwapens, grond-lucht afweerraketten en gewoon luchtafweergeschut.

De firma Fairchild ontwikkelde hierop het YA-10A prototype dat zijn eerste vlucht maakte op 5 april 1972. In oktober 1975 rolden de eerste operationele A-10’s van de productielijn. De eerste leveringen aan de USAF startten in maart 1976 en het eerste operationele squadron was in oktober 1977 gereed op de vliegbasis Davis-Monthan, Arizona.
Eén A-10A werd omgebouwd tot een tweezits testversie, de YA-10B. Men had de intentie tweezitters te gaan gebruiken voor nachtelijke missies of operaties bij slecht weer. Van deze plannen is echter niets terechtgekomen en het is dus bij dit ene toestel gebleven.
In eerste instantie wist men bij de USAF niets met de A-10 aan te vangen. Men was gewend aan duurdere en veel beter presterende toestellen als de F-16 Fighting Falcon en de F-15 Eagle en vond dat de US Army zelf verantwoordelijk was voor luchtsteun aan zijn eigen grondtroepen; deze kon door helikopters geleverd worden.

## Inzet
De pogingen om de Thunderbolt II over te doen aan de US Army of aan het USMC liepen vast; niemand wilde het lelijke lowtechtoestel hebben. Omdat de A-10 bij uitstek geschikt werd geacht voor tankbestrijding werden de toestellen door de USAF voor het grootste deel op bases in West-Europa gelegerd als tegenwicht voor de vele tankdivisies van het Warschaupact.
In 1991 werd de Thunderbolt II massaal tijdens de Golfoorlog ingezet en het succes van deze toestellen tegen de Iraakse eenheden was indrukwekkend. Meteen toonden de US Army en het USMC hun belangstelling voor het toestel maar de USAF wilde de A-10’s toen niet meer kwijt.
In 1999 werden de A-10’s opnieuw succesvol ingezet tijdens de oorlog in Kosovo en vanaf 2001 met wisselend succes in Afghanistan en vanaf 2003 in Irak.